# Università degli Studi della Basilicata
L'Università degli Studi della Basilicata (colloquialmente Unibas) è un'università statale italiana fondata nel 1982 con sede a Potenza (nei quartieri di Francioso e Macchia Romana) e a Matera nel Campus universitario in via Castello.

## Storia
L'idea dell'istituzione di un'università in Basilicata risale al 1971, quando, la Regione Basilicata avanzò la richiesta al Formez per condurre uno studio preliminare.
La presentazione della richiesta per la realizzazione del progetto avvenne il 20 settembre del 1979 in Senato, ma il suo impianto trovò concretizzazione istitutiva solo 2 anni dopo.
L'Università fu istituita con legge 14 maggio 1981 n. 219 nell'ambito delle misure straordinarie per fronteggiare il terremoto dell'Irpinia del 1980, che aveva coinvolto anche la Basilicata. Al sisma seguì l'intervento dello Stato per il processo di ricostruzione delle aree colpite dal sisma.
Immediatamente dopo partirono anche le procedure per mettere in piedi la struttura accademica, da un punto di vista normativo, organizzativo e logistico.
Il processo di costituzione dell'Università passa dall'insediamento del comitato tecnico-amministrativo (composto dai rappresentanti della Regione, del Ministero della Pubblica Istruzione e del mondo politico lucano) il 27 aprile 1982, per arrivare al 21 luglio 1982, giorno dell'insediamento del Senato Accademico a Roma, nella sede della Direzione Generale per l'istruzione Universitaria.
Dal 1 novembre 1982, le presidenze del comitato e del Senato Accademico furono assunte da Cosimo Damiano Fonseca, primo rettore dell'Università degli Studi della Basilicata.
Il 30 agosto 1983, lo statuto del nuovo ateneo lucano ottenne l'approvazione tramite decreto del Presidente della Repubblica e le lezioni ebbero inizio nell'Anno Accademico 1983-1984.
Il 23 novembre del 1983, il Rettore, Prof. Cosimo Damiano Fonseca definì i connotati portanti del nascente Ateneo, durante la solenne seduta di inaugurazione del primo dies accademicus a cui partecipò anche il Presidente della Repubblica, Sandro Pertini.
L'inizio delle lezioni, arrivò nell'Anno Accademico 1983-1984, e vide la presenza di quattro facoltà: Scienze Matematiche, Fisiche e Naturali con corsi di laurea in Matematica e in Chimica; Ingegneria Idraulica; Lettere e Filosofia con il corso di laurea in Lingue e Letterature straniere moderne; Agraria con i corsi di laurea in Scienze delle preparazioni alimentari, Scienze forestali, Scienze agrarie. I nove corsi di studio rappresentarono una grande novità per i giovani lucani, precedentemente costretti a svolgere i propri studi altrove o, in molti casi, impediti ad iscriversi per ragioni economiche.
Dei primi immatricolati, poco più del 35% erano donne e il 90% proveniva dalla sola provincia di Potenza. Negli anni successivi si assisté ad un aumento, lento ma progressivo, della percentuale di studenti provenienti dal resto della regione e anche dalle regioni limitrofe, segno di una buona attrattività. L'incremento degli iscritti, nella metà degli anni duemila, consentì di estendere l'offerta didattica con ulteriori corsi di studio e furono istituite quattro nuove facoltà: Economia, Farmacia, Scienze della Formazione Primaria e Architettura.
Il 18 settembre 1984 il presidente Pertini firmò il decreto per la concessione del sigillo all'Università. La prima sede accademica fu quella di via Nazario Sauro a Potenza. Alla fine del 1986, fu aperta la biblioteca interfacoltà a Potenza, in via Acerenza, in seguito spostata in via Nazario Sauro: il patrimonio librario era di circa 56.000 volumi, a cui se ne aggiunsero altri 7.500, provenienti da diverse donazioni. Il 26 novembre in concomitanza con l'inaugurazione dell'anno accademico 1988-1989, fu firmata la pergamena per la posa della prima pietra del Polo di Macchia Romana, progettato per dare all'Università una seconda sede nel capoluogo lucano, dopo quello originario del Francioso.
Nel 1989 fu creato l'Istituto regionale per il diritto allo studio (Irsub), divenuto nel 1997 Azienda regionale per il diritto allo studio universitario (Ardsu), atto alla gestione dei servizi per gli studenti.

### Dies academicus
(Cosimo Damiano Fonseca, Fondatore e primo Magnifico Rettore dell'Università della Basilicata, indirizzo di saluto in occasione della visita di papa Giovanni Paolo II nel 1991)
Un forte terremoto colpì duramente il territorio il 23 novembre 1980, provocando numerose vittime, e da allora quella data è divenuta importante per la popolazione lucana. La ricorrenza viene così celebrata ogni anno con l'apertura dell'anno accademico esattamente in quel giorno.

## Internazionalizzazione
L'Università degli Studi della Basilicata,  al fine di mitigare il fenomeno endemico dello spopolamento giovanile della Regione Basilicata,  attraverso i programmi europei Erasmus+, promuove le politiche universitarie di mobilità internazionale per rendere più attrattiva l'Università e la residenzialità giovanile in Basilicata. Tra i numerosi programmi di mobilità internazionale, nella sede di Matera,  in partenariato con l'École pratique des hautes études di Parigi, vi è il corso di Laurea magistrale in Archeologia e Storia dell'arte.
Tale corso di laurea, italo-francese, è stato programmato in seguito a numerosi interscambi scientifico-culturali tra l'Università degli Studi della Basilicata e l'EPHE di Parigi. Sono state numerose, e varie, le attività di partenariato tra l'Università degli Studi della Basilicata e l'École pratique des hautes études di Parigi: scavi archeologici, seminari scientifici ed altre attività di natura accademica e culturale. Collaborazioni e ambiti d’azione

### Strumenti e reti accademiche
L’UNIBAS per favorire la cooperazione internazionale promuove nuovi partenariati e il rafforzamento di collaborazioni esistenti con università e istituzioni a livello internazionale. Le collaborazioni coinvolgono sia Paesi vicini (Europa), sia realtà geografiche e culturali più lontane, tra cui: Europa Balcanica, Bacino del Mediterraneo, America Latina, Asia, Cina e Africa. Tali collaborazioni prevedono: Accordi bilaterali di cooperazione accademica e scientifica, che talvolta si evolvono in progetti specifici; Collaborazioni binazionali, come: Université Franco-Italienne (UIF/UFI) e Deutsch Italienisches Hochschulzentrum (DAAD). Tali azioni puntano a valorizzare e arricchire l’offerta formativa per studenti e ricercatori rafforzando la mobilità internazionale e promuovendo il dialogo interculturale.
L'Università degli Studi della Basilicata si configura dunque come un attore chiave nella costruzione di uno Spazio Europeo dell’Istruzione Superiore e della Ricerca, in grado di creare ponti tra diverse culture e favorire l’evoluzione del sapere a livello globale.

## Strutture
L'università è organizzata nei seguenti dipartimenti:
- Dipartimento di Scienze Agrarie, Forestali, Alimentari e Ambientali (DAFE);
- Dipartimento di Ingegneria (DiING);
- Dipartimento di Scienze di Base e Applicate (DiSBA);
- Dipartimento di Scienze della Salute (DiSS);
- Dipartimento per l'Innovazione Umanistica, Scientifica e Sociale (DiUSS)

### Organi[14]

#### Rettore
Il Rettore Ignazio Marcello Mancini rappresenta l'Università e coordina tutte le sue attività. Nomina come suo Prorettore vicario il Prof. Onofrio Mario DI VINCENZO (nominato con D.R. n. 338 del 7 ottobre 2020), che lo sostituisce in caso di assenza o impedimento e assume le funzioni eventualmente delegate, e può nominare uno o più Prorettori con delega nell'ambito di specifiche materie.

#### Organi collegiali
- Senato Accademico: rappresenta la comunità universitaria e contribuisce al governo dell'Ateneo, occupandosi di didattica, ricerca, servizi agli studenti e coordinamento tra Dipartimenti e Scuole.
- Consiglio di Amministrazione: definisce l'indirizzo strategico dell'Università, approva la programmazione finanziaria e del personale, e vigila sull'amministrazione, il patrimonio e la sostenibilità economica.

#### Organi di controllo
- Collegio dei revisori dei conti: organo incaricato di verificare la regolarità economica, finanziaria, patrimoniale e contabile dell'Università.
- Nucleo di valutazione: organo che valuta la gestione amministrativa, la didattica, la ricerca e il diritto allo studio, analizzando costi, risultati e l'uso corretto delle risorse pubbliche.
- Direttore generale: responsabile dell'organizzazione degli uffici dei servizi e delle risorse dell'Università. Coordina il personale e garantisce il rispetto delle direttive e degli obbiettivi definiti dagli organi di governo.

#### Altri organi
- Collegio di disciplina: gestiste l'istruttoria dei procedimenti disciplinari per professori e ricercatori, fornendo un parere al Consiglio di amministrazione per la decisione finale.
- Comitato unico di garanzia (CUG): promuove pari opportunità, benessere lavorativo e il contrasto di discriminazioni e mobbing attraverso funzioni propositive, consultive e di verifica.
- Comitato dello sport: supervisiona la gestione degl'impianti sportivi e lo sviluppo delle attività sportive.
- Consigliere di Fiducia: figura indipendente che offre consulenza gratuita su casi di discriminazione, molestie o disagio lavorativo, garantendo la tutela della dignità personale.
- Garante degli studenti: assicura trasparenza e imparzialità nelle attività universitarie legate al diritto allo studio e alla tutela degli studenti, operando in autonomia dagli organi di governo.
- Consiglio degli studenti: organo di rappresentanza studentesca con funzione consultiva per gli organi di governo dell'Ateneo.
- Consiglio del personale tecnico-amministrativo: organo rappresentativo con funzioni consultive e propositive su questione organizzative e relative al personale tecnico-amministrativo, esclusi i temi sindacali.[14]

### Sedi[13]
A Potenza si trovano il rettorato e due poli universitari, che ospitano due scuole e tre dipartimenti; a Matera si trovano un dipartimento e una scuola di specializzazione. La prima sede dell'ente fu quella di via Nazario Sauro, ubicata nel quartiere Francioso a Potenza. La sede di Matera fu ufficialmente inaugurata nel il 7 febbraio 1992, in occasione della cerimonia di apertura dell'anno accademico 1992-1993 nell'edificio che ospita la scuola di specializzazione in archeologia. La sede di Macchia romana è stata realizzata grazie alla collaborazione tra l’Università degli Studi della Basilicata, il Comune di Potenza e i Consorzi d’Impresa che mediante appalti pubblici sono stati chiamati a concorrere con le proprie capacità specifiche e tecniche alla realizzazione dell’opera.  Il 14 maggio dello stesso anno iniziò la costruzione del polo scientifico di Macchia Romana a Potenza: la struttura, il cui progetto preliminare fu approvato nel 1987, venne inaugurata l'11 febbraio 2000. Il 5 novembre 2018 è stato presentato il nuovo campus universitario di Matera. Il Campus universitario di Via Lanera ospita il Dipartimento per l'Innovazione Umanistica, Scientifica e Sociale (DiUSS), gli uffici della Segreteria Studenti e quelli associati alle strutture di gestione dei tirocini e della Biblioteca di Ateneo.
Nella città di Potenza l'università si divide in due poli:
- Campus scientifico tecnologico, inaugurato nel 1999, nel quartiere di Macchia Romana, in via dell'ateneo Lucano
- Polo letterario, nel quartiere del Francioso, in via Nazario Sauro

La scelta di realizzare il Polo universitario nella zona di Macchia romana è stata dovuta a diverse motivazioni:
- la posizione di facile raccordo con il centro storico che ha consentito una facile accessibilità e viabilità sia pedonale che automobilistica;
- la presenza in prossimità dell’area sia di una Stazione delle ferrovie Appulo Lucane che della stazione di Potenza che ha consentito l’inclusione dei flussi degli utenti che utilizzano il trasporto ferroviario;
- la continuità del sistema edilizio che si caratterizza per essere di fatto;
- l’estensione dell’area di circa 33,60 ettari che ha permesso di garantire la continuità del sistema edilizio realizzando un unico edificio adagiato sul pendio e di inglobare nel progetto infrastrutture di raccordo (parcheggi e spazi di insediamenti sportivi)e spazi per le serre ed i campi sperimentali della Facoltà di Agraria.

L’idea progettuale ha coinvolto numerose figure professionali altamente specializzate coadiuvate dalla guida del Prof. Arch. Massimo Pica Ciamarra che ha prestato particolare attenzione ad alcuni aspetti specifici della struttura, tra cui:
- la compattezza degli spazi per favorire la nascita di un sistema unitario tra le facoltà;
- forte privilegio per le percorrenze pedonali, continue e coperte;
- la minima incidenza sul suolo valorizzando i caratteri morfologici e paesaggistici dell’area;
- l’attenzione al risparmio energetico, alla sostenibilità e all’organizzazione degli spazi verdi interni;
- la predisposizione di un sistema di raccolta delle acque piovane da funzionalizzare per esigenze di gestione interna.

Nella città di Matera l'Università della Basilicata ha una sede nel Campus universitario di Matera, inaugurato nel 2019, nel quartiere di Lanera, in Via Castello.

## Rettori
- Cosimo Damiano Fonseca (1982-1994)
- Gianfranco Boari (1994-2000)
- Francesco Lelj Garolla di Bard (2000-2006)
- Antonio Mario Tamburro (2006-2009)
- Mauro Fiorentino (2009-2014)
- Aurelia Sole (2014-2020)
- Ignazio Marcello Mancini (dal 2020)